# NGC 285
NGC 285 (другие обозначения — KAZ 377, NPM1G −13.0037, PGC 3141) — линзообразная галактика в созвездии Кит.
Этот объект входит в число перечисленных в оригинальной редакции «Нового общего каталога».
Галактика входит (вместе с NGC 284, NGC 286 и ещё несколькими галактиками) в группу галактик USGC S031 , которая, в свою очередь, входит в скопление галактик [S85]542.